# I liga etiopska w piłce nożnej
I liga etiopska w piłce nożnej jest najwyższą piłkarską klasą rozgrywkową w Etiopii. Liga powstała w 1944 roku.

## Drużyny w sezonie 2021/22
| Klub                  | Miasto      |
| Adama City F.C.       | Adama       |
| Addis Ababa City F.C. | Addis Ababa |
| Arba Minch City F.C.  | Arba Myncz  |
| Awassa Kenema         | Auasa       |
| Bahir Dar Kenema F.C. | Bahyr Dar   |
| Defence Force S.C.    | Addis Ababa |
| Dire Dawa City S.C.   | Dire Daua   |
| Ethiopian Coffee S.C. | Addis Ababa |
| Fasil Kenema S.C.     | Gonder      |
| Hadiya Hossana F.C.   | Hosaena     |
| Jimma Aba Jifar F.C.  | Dżimma      |
| Saint-George SA       | Addis Ababa |
| Sebeta City F.C.      | Sebeta      |
| Sidama Coffee S.C.    | Auasa       |
| Wolaitta Dicha S.C.   | Soddo       |
| Wolkite City F.C.     | Welkite     |

## Mistrzowie
| - 1944: BMME Addis Abeba - 1945: nie rozgrywano - 1946: nie rozgrywano - 1947: nie rozgrywano - 1948: Key Baher Addis Abeba - 1949: Army Addis Abeba - 1950: Kedus Giorgis Addis Abeba - 1951: Army Addis Abeba - 1952: Army Addis Abeba - 1953: Army Addis Abeba - 1954: Army Addis Abeba - 1955: Hamassien Asmara - 1956: Mechal Addis Abeba - 1957: Hamassien Asmara - 1958: Akale Guzay - 1959: Tele Asmara - 1960: Cotton Dire Dawa - 1961: Ethiopian Cemento Dire Dawa - 1962: Cotton Dire Dawa - 1963: Cotton Dire Dawa - 1964: Ethiopian Cemento Dire Dawa - 1965: Cotton Dire Dawa - 1966: Kedus Giorgis Addis Abeba |  | - 1967: Kedus Giorgis Addis Abeba - 1968: Kedus Giorgis Addis Abeba - 1969: Tele Asmara - 1970: Tele Asmara - 1971: Kedus Giorgis Addis Abeba - 1972: Asmara Kenema - 1973: Asmara Kenema - 1974: Embassoyra Asmara - 1975: Kedus Giorgis Addis Abeba - 1976: Mechal Addis Abeba - 1977: Medr Babur Dire Dawa - 1978: Ogaden Anbassa Harar - 1979: Omedla Addis Abeba - 1980: Tegl Fre Addis Abeba - 1981: Ermejachen Addis Abeba - 1982: Mechal Addis Abeba - 1983: Cotton Dire Dawa - 1984: Mechal Addis Abeba - 1985: Brewery Addis Abeba - 1986: Brewery Addis Abeba - 1987: Kedus Giorgis Addis Abeba - 1988: Mechal Addis Abeba - 1989: Mechal Addis Abeba |  | - 1990: Brewery Addis Abeba - 1991: Kedus Giorgis Addis Abeba - 1992: Kedus Giorgis Addis Abeba - 1993: Mebrat Hayl Addis Abeba - 1994: Kedus Giorgis Addis Abeba - 1995: Kedus Giorgis Addis Abeba - 1996: Kedus Giorgis Addis Abeba - 1997: Ethiopian Bunna Addis Abeba - 1998: Mebrat Hayl Addis Abeba - 1999: Kedus Giorgis Addis Abeba - 2000: Kedus Giorgis Addis Abeba - 2001: Mebrat Hayl Addis Abeba - 2002: Kedus Giorgis Addis Abeba - 2003: Kedus Giorgis Addis Abeba - 2004: Awassa Kenema - 2005: Kedus Giorgis Addis Abeba - 2006: Kedus Giorgis Addis Abeba - 2007: Awassa Kenema - 2008: Kedus Giorgis Addis Abeba - 2009: Kedus Giorgis Addis Abeba - 2010: Kedus Giorgis Addis Abeba - 2011: Ethiopian Bunna Addis Abeba |